# Ambler Park (California)
Ambler Park es un área no incorporada ubicada en el condado de Monterrey en el estado estadounidense de California.

## Geografía
Ambler Park se encuentra ubicada en las coordenadas 36°34′35″N 121°43′13″O / 36.57639, -121.72028.